# Joyce Anelay

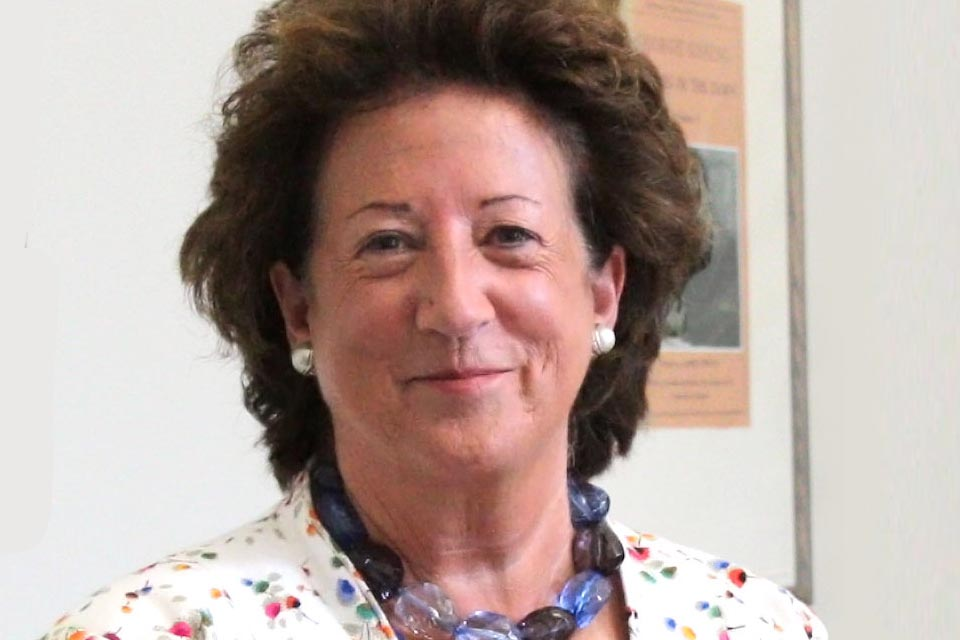
Joyce, baronesa Anelay

Joyce Anne Anelay, Baroness Anelay of St Johns (ur. 17 lipca 1947) – brytyjska polityk, członkini Partii Konserwatywnej, par dożywotni.
W 6 sierpnia 2014 lady Anelay została szefową Biura Spraw Zagranicznych oraz Wspólnoty w koalicyjnym rządzie Camerona.

## Odznaczenia
- Order Imperium Brytyjskiego (1995).
- tytuł Baronowa w Parlamencie UK (1996).